# Citisoro
Citisoro (en griego antiguo: Κυτίσωρος) o Citoro (Κυτώρου) o Cilindro, en la mitología griega fue el fundador de Citoro.

## Familia
Citisoro era el hijo de Frixo y Calcíope (Iofasa ), hija del rey Eetes de Cólquida. Era hermano de Argo, Melas, Frontis, y según algunos relatos, también de Presbón.

## Mitología
Citisoro y sus hermanos se criaron en Cólquida, pero después de la muerte de su padre, él y sus hermanos se dispusieron a vengar el maltrato hacia su padre por el rey Atamante de Orcómeno y quedaron varados en la isla de Ares (Dia) en el Mar Negro hasta que fueron rescatados de la isla por Jasón y los Argonautas. Una vez que Jasón descubrió que Citisoro y sus hermanos eran nietos del rey Eetes de Cólquida, Jason convenció a Citisoro y a sus hermanos para que regresaran con él a Cólquida y le ayudaran a obtener el vellocino de oro. Jasón también preguntó a Citisoro y sus hermanos sobre el diseño y la seguridad de la tierra. Después de recuperar el Vellocino de Cólquida, Phrontis y sus hermanos regresaron con la tripulación del Argo a Grecia.
En otra versión del mito, los aqueos estaban a punto de sacrificar a Atamante, que era un chivo expiatorio para purgar los pecados del país según el mandato de un oráculo, pero Citisoro vino de Aea en Cólquida y entregó a su abuelo Atamante. Haciendo eso, Citisoro trajo la ira de los dioses sobre sus propios descendientes. En otros mitos, Sófocles representó a Atamante conducido al altar, víctima de la venganza de Néfele, pero en cambio fue salvado por Heracles.